# Sör-Tuvtjärnen
Sör-Tuvtjärnen är en sjö i Norsjö kommun i Västerbotten och ingår i Skellefteälvens huvudavrinningsområde.